# Fuminori Ujihara
Fuminori Ujihara (宇治原 史規, Shijonawate, Osaka, 20 de abril de 1976) es un comediante japonés. Está empleado por Yoshimoto Kogyo  y es miembro del dúo cómico Rozan (ロザン). Ujihara se graduó de la Facultad de Derecho de la Universidad Kyoto.